# Federal austral
El federal austral (Curaeus curaeus) és una espècie d'ocell de la família Icteridae i única espècie del gènere Curaeus (Molina, 1782)
.

## Descripció
Mesuren uns 28 cm de llarg, el seu plomatge és negre brillant, sense dimorfisme sexual.

## Distribució i hàbitat
En Amèrica del Sud es troba en l'Argentina i Xile. Habita els boscos temperats, muntanyes, turons i falltes.